# Liste der Nummer-eins-Hits in Italien (2019)
Diese Liste der Nummer-eins-Hits basiert auf den offiziellen Chartlisten der Federazione Industria Musicale Italiana (FIMI), der italienischen Landesgruppe der IFPI, im Jahr 2019. Berücksichtigt wurden die Album- und die Singlecharts.

## Singles
| ← 2018 ← | Liste der Nummer-eins-Hits in Italien | Liste der Nummer-eins-Hits in Italien                                     | Liste der Nummer-eins-Hits in Italien | 2020 → |
| \| Zeitraum \| Wo. ges. \| Interpret \| Titel Autor(en) \| Zusätzliche Informationen \| \| (Zeitraum, Wochen auf Platz eins, Interpret, Titel, Autor[en], zusätzliche Informationen) \| \| \| \| \| \| ----------------------------------------------------------------------------------------- \| -------- \| ------------------------------------------------------------------------- \| -------------------------------------------------------------------------------------------------------------------------------------------------- \| -------------------------------------------------------------------------------------------------------------------------------------------------------------------------------------------------------------------------------------------------------------------------------------- \| \| 21. Dezember 2018 – 10. Januar 2019 3 Wochen (insgesamt 4) \| 4 \| Salmo feat. Nstasia \| Il cielo nella stanza Maurizio Pisciottu, Pietro Miano, Marco Azara, Ashley Nastasia Griffin, Federico Vaccari \| – \| \| 11. Januar 2019 – 17. Januar 2019 1 Woche (insgesamt 3) \| 3 \| Coez \| È sempre bello Silvano Albanese, Niccolò Contessa \| – \| \| 18. Januar 2019 – 24. Januar 2019 1 Woche \| 1 \| Luchè feat. Sfera Ebbasta \| Stamm fort Luca Imprudente, Gionata Boschetti, Paolo Alberto Monachetti, Luca Antonio Barker \| – \| \| 25. Januar 2019 – 31. Januar 2019 1 Woche \| 1 \| Fedez feat. Dark Polo Gang \| TVTB Michele Canova Iorfida, Daniele Lazzarin, Giovanni Cerrati, Federico Lucia, Nicolò Rapisarda, Dylan Thomas, Umberto Violo \| – \| \| 1. Februar 2019 – 7. Februar 2019 1 Woche (insgesamt 3) \| 3 \| Coez \| È sempre bello Silvano Albanese, Niccolò Contessa \| – \| \| 8. Februar 2019 – 21. März 2019 6 Wochen \| 6 \| Mahmood \| Soldi Alessandro Mahmoud, Dario Faini, Paolo Alberto Monachetti \| Der Siegertitel des Sanremo-Festivals 2019 erreichte im Anschluss auch die Chartspitze. \| \| 22. März 2019 – 28. März 2019 1 Woche \| 1 \| Daddy Yankee feat. Snow \| Con calma Ramón Ayala, Darrin O’Brien, Juan Rivera \| – \| \| 29. März 2019 – 4. April 2019 1 Woche (insgesamt 3) \| 3 \| Coez \| È sempre bello Silvano Albanese, Niccolò Contessa \| – \| \| 5. April 2019 – 25. April 2019 3 Wochen \| 3 \| Pedro Capó & Farruko \| Calma (Remix) Pedro Capó, Carlos Efrén Reyes Rosado, George Noriega, Gabriel Edgar Gonzalez Perez, Franklin Jovani Martínez, Sharo Towers \| Das Lied erreichte die Chartspitze erst in seiner 15. Chartwoche. \| \| 26. April 2019 – 9. Mai 2019 2 Wochen (insgesamt 4) \| 4 \| Charlie Charles & Dardust feat. Sfera Ebbasta, Mahmood & Fabri Fibra \| Calipso Davide Petrella, Gionata Boschetti, Alessandro Mahmoud, Fabrizio Tarducci, Dario Faini \| Für das Team aus Charlie Charles, Dardust und Mahmood ist Calipso nach dem Sanremo-Siegerlied bereits der zweite Nummer-eins-Hit in diesem Jahr. \| \| 10. Mai 2019 – 16. Mai 2019 1 Woche \| 1 \| Ed Sheeran & Justin Bieber \| I Don’t Care Ed Sheeran, Justin Bieber, Max Martin, Shellback, Jason Boyd, Fred Gibson \| – \| \| 17. Mai 2019 – 30. Mai 2019 2 Wochen (insgesamt 4) \| 4 \| Charlie Charles & Dardust feat. Sfera Ebbasta, Mahmood & Fabri Fibra \| Calipso Davide Petrella, Gionata Boschetti, Alessandro Mahmoud, Fabrizio Tarducci, Dario Faini \| – \| \| 31. Mai 2019 – 6. Juni 2019 1 Woche (insgesamt 2) \| 2 \| J-Ax \| Ostia lido Alessandro Merli, Fabio Clemente, Alessandro Aleotti, Davide Petrella, Daniele Del Pace \| – \| \| 7. Juni 2019 – 13. Juni 2019 1 Woche \| 1 \| Gemitaiz & Madman \| Veleno 7 Davide De Luca, Pierfrancesco Botrugno, Flavio Ranieri, Marco De Pascale, Filippo Gallo \| – \| \| 14. Juni 2019 – 20. Juni 2019 1 Woche (insgesamt 2) \| 2 \| J-Ax \| Ostia lido Alessandro Merli, Fabio Clemente, Alessandro Aleotti, Davide Petrella, Daniele Del Pace \| – \| \| 21. Juni 2019 – 4. Juli 2019 2 Wochen \| 2 \| Takagi & Ketra, Omi & Giusy Ferreri \| Jambo Alessandro Merli, Fabio Clemente, Federica Abbate, Cheope, Omar Samuel Pasley, Clifton Dillon \| – \| \| 5. Juli 2019 – 11. Juli 2019 1 Woche \| 1 \| Machete, Salmo & Lazza \| Ho paura di uscire 2 Jacopo Lazzarini, Maurizio Pisciottu, Simone Benussi \| – \| \| 12. Juli 2019 – 18. Juli 2019 1 Woche (insgesamt 2) \| 2 \| Machete, Dani Faiv & Tha Supreme feat. Fabri Fibra \| Yoshi Daniele Ceccaroni, Davide Mattei, Fabrizio Tarducci, Luca Galeandro \| – \| \| 19. Juli 2019 – 25. Juli 2019 1 Woche \| 1 \| Shawn Mendes & Camila Cabello \| Señorita Shawn Mendes, Camila Cabello, Andrew Wotman, Benjamin Levin, Ali Tamposi, Charlotte Emma Aitchison, Jack Patterson, Magnus August Høiberg \| – \| \| 26. Juli 2019 – 1. August 2019 1 Woche \| 1 \| Benji & Fede \| Dove e quando Benjamin Mascolo, Eugenio Maimone, Federico Mercuri, Giordano Cremona, Jacopo Ettorre, Leonardo Grillotti \| Der Bachata-Sommerhit war der erste Nummer-eins-Hit des italienischen Popduos. \| \| 2. August 2019 – 12. September 2019 6 Wochen (insgesamt 8) \| 8 \| Fred De Palma feat. Ana Mena \| Una volta ancora Fred De Palma, Federica Abbate, Alessandro Merli, Fabio Clemente, Gianluca Ciccorelli \| Der italienische Rapper und die spanische Sängerin hatten bereits im Vorjahr einen gemeinsamen Sommerhit präsentiert; Una volta ancora war für beide der erste Nummer-eins-Hit. Für die Produzenten Takagi & Ketra war es nach Ostia lido und Jambo bereits der dritte in diesem Jahr. \| \| 13. September 2019 – 19. September 2019 1 Woche (insgesamt 2) \| 2 \| Machete, Dani Faiv & J Balvin feat. Tha Supreme, Fabri Fibra & Capo Plaza \| Yoshi Daniele Ceccaroni, Davide Mattei, Fabrizio Tarducci, José Álvaro Osorio Balvin, Luca D’Orso, Luca Galeandro \| Zwei Monate nach der ersten Nummer-eins-Platzierung des Liedes schaffte es der Remix mit der zusätzlichen Beteiligung von J Balvin und Capo Plaza erneut an die Chartspitze. \| \| 20. September 2019 – 3. Oktober 2019 2 Wochen (insgesamt 8) \| 8 \| Fred De Palma feat. Ana Mena \| Una volta ancora Fred De Palma, Federica Abbate, Alessandro Merli, Fabio Clemente, Gianluca Ciccorelli \| – \| \| 4. Oktober 2019 – 10. Oktober 2019 1 Woche \| 1 \| Lazza & Sfera Ebbasta feat. Capo Plaza \| Gigolò Jacopo Lazzarini, Gionata Boschetti, Luca D’Orso, Lorenzo Paolo Spinosa, Paolo Alberto Monachetti, Francesco Avallone \| – \| \| 11. Oktober 2019 – 31. Oktober 2019 3 Wochen \| 3 \| Tones and I \| Dance Monkey Toni Watson \| – \| \| 1. November 2019 – 7. November 2019 1 Woche \| 1 \| Marracash, Tha Supreme & Sfera Ebbasta \| Supreme (L’ego) Fabio Rizzo, Gionata Boschetti, Davide Mattei, Paolo Alberto Monachetti, Alessandro Pulga \| – \| \| 8. November 2019 – 12. Dezember 2019 5 Wochen (insgesamt 9) \| 9 \| Tha Supreme \| Blun7 a Swishland Davide Mattei \| – \| \| 13. Dezember 2019 – 19. Dezember 2019 1 Woche \| 1 \| Ultimo \| Tutto questo sei tu Niccolò Moriconi \| – \| \| 20. Dezember 2019 – 16. Januar 2020 4 Wochen (insgesamt 9) \| 9 \| Tha Supreme \| Blun7 a Swishland Davide Mattei \| – \| |                                       |                                                                           | | |
| ← 2018 |                                       |                                                                           | | → 2020 → |
| Zeitraum | Wo. ges.                              | Interpret                                                                 | Titel Autor(en) | Zusätzliche Informationen |
| (Zeitraum, Wochen auf Platz eins, Interpret, Titel, Autor[en], zusätzliche Informationen) |                                       |                                                                           | | |
| 21. Dezember 2018 – 10. Januar 2019 3 Wochen (insgesamt 4) | 4                                     | Salmo feat. Nstasia                                                       | Il cielo nella stanza Maurizio Pisciottu, Pietro Miano, Marco Azara, Ashley Nastasia Griffin, Federico Vaccari                                     | – |
| 11. Januar 2019 – 17. Januar 2019 1 Woche (insgesamt 3) | 3                                     | Coez                                                                      | È sempre bello Silvano Albanese, Niccolò Contessa                                                                                                  | – |
| 18. Januar 2019 – 24. Januar 2019 1 Woche | 1                                     | Luchè feat. Sfera Ebbasta                                                 | Stamm fort Luca Imprudente, Gionata Boschetti, Paolo Alberto Monachetti, Luca Antonio Barker                                                       | – |
| 25. Januar 2019 – 31. Januar 2019 1 Woche | 1                                     | Fedez feat. Dark Polo Gang                                                | TVTB Michele Canova Iorfida, Daniele Lazzarin, Giovanni Cerrati, Federico Lucia, Nicolò Rapisarda, Dylan Thomas, Umberto Violo                     | – |
| 1. Februar 2019 – 7. Februar 2019 1 Woche (insgesamt 3) | 3                                     | Coez                                                                      | È sempre bello Silvano Albanese, Niccolò Contessa                                                                                                  | – |
| 8. Februar 2019 – 21. März 2019 6 Wochen | 6                                     | Mahmood                                                                   | Soldi Alessandro Mahmoud, Dario Faini, Paolo Alberto Monachetti                                                                                    | Der Siegertitel des Sanremo-Festivals 2019 erreichte im Anschluss auch die Chartspitze. |
| 22. März 2019 – 28. März 2019 1 Woche | 1                                     | Daddy Yankee feat. Snow                                                   | Con calma Ramón Ayala, Darrin O’Brien, Juan Rivera                                                                                                 | – |
| 29. März 2019 – 4. April 2019 1 Woche (insgesamt 3) | 3                                     | Coez                                                                      | È sempre bello Silvano Albanese, Niccolò Contessa                                                                                                  | – |
| 5. April 2019 – 25. April 2019 3 Wochen | 3                                     | Pedro Capó & Farruko                                                      | Calma (Remix) Pedro Capó, Carlos Efrén Reyes Rosado, George Noriega, Gabriel Edgar Gonzalez Perez, Franklin Jovani Martínez, Sharo Towers          | Das Lied erreichte die Chartspitze erst in seiner 15. Chartwoche. |
| 26. April 2019 – 9. Mai 2019 2 Wochen (insgesamt 4) | 4                                     | Charlie Charles & Dardust feat. Sfera Ebbasta, Mahmood & Fabri Fibra      | Calipso Davide Petrella, Gionata Boschetti, Alessandro Mahmoud, Fabrizio Tarducci, Dario Faini                                                     | Für das Team aus Charlie Charles, Dardust und Mahmood ist Calipso nach dem Sanremo-Siegerlied bereits der zweite Nummer-eins-Hit in diesem Jahr. |
| 10. Mai 2019 – 16. Mai 2019 1 Woche | 1                                     | Ed Sheeran & Justin Bieber                                                | I Don’t Care Ed Sheeran, Justin Bieber, Max Martin, Shellback, Jason Boyd, Fred Gibson                                                             | – |
| 17. Mai 2019 – 30. Mai 2019 2 Wochen (insgesamt 4) | 4                                     | Charlie Charles & Dardust feat. Sfera Ebbasta, Mahmood & Fabri Fibra      | Calipso Davide Petrella, Gionata Boschetti, Alessandro Mahmoud, Fabrizio Tarducci, Dario Faini                                                     | – |
| 31. Mai 2019 – 6. Juni 2019 1 Woche (insgesamt 2) | 2                                     | J-Ax                                                                      | Ostia lido Alessandro Merli, Fabio Clemente, Alessandro Aleotti, Davide Petrella, Daniele Del Pace                                                 | – |
| 7. Juni 2019 – 13. Juni 2019 1 Woche | 1                                     | Gemitaiz & Madman                                                         | Veleno 7 Davide De Luca, Pierfrancesco Botrugno, Flavio Ranieri, Marco De Pascale, Filippo Gallo                                                   | – |
| 14. Juni 2019 – 20. Juni 2019 1 Woche (insgesamt 2) | 2                                     | J-Ax                                                                      | Ostia lido Alessandro Merli, Fabio Clemente, Alessandro Aleotti, Davide Petrella, Daniele Del Pace                                                 | – |
| 21. Juni 2019 – 4. Juli 2019 2 Wochen | 2                                     | Takagi & Ketra, Omi & Giusy Ferreri                                       | Jambo Alessandro Merli, Fabio Clemente, Federica Abbate, Cheope, Omar Samuel Pasley, Clifton Dillon                                                | – |
| 5. Juli 2019 – 11. Juli 2019 1 Woche | 1                                     | Machete, Salmo & Lazza                                                    | Ho paura di uscire 2 Jacopo Lazzarini, Maurizio Pisciottu, Simone Benussi                                                                          | – |
| 12. Juli 2019 – 18. Juli 2019 1 Woche (insgesamt 2) | 2                                     | Machete, Dani Faiv & Tha Supreme feat. Fabri Fibra                        | Yoshi Daniele Ceccaroni, Davide Mattei, Fabrizio Tarducci, Luca Galeandro                                                                          | – |
| 19. Juli 2019 – 25. Juli 2019 1 Woche | 1                                     | Shawn Mendes & Camila Cabello                                             | Señorita Shawn Mendes, Camila Cabello, Andrew Wotman, Benjamin Levin, Ali Tamposi, Charlotte Emma Aitchison, Jack Patterson, Magnus August Høiberg | – |
| 26. Juli 2019 – 1. August 2019 1 Woche | 1                                     | Benji & Fede                                                              | Dove e quando Benjamin Mascolo, Eugenio Maimone, Federico Mercuri, Giordano Cremona, Jacopo Ettorre, Leonardo Grillotti                            | Der Bachata-Sommerhit war der erste Nummer-eins-Hit des italienischen Popduos. |
| 2. August 2019 – 12. September 2019 6 Wochen (insgesamt 8) | 8                                     | Fred De Palma feat. Ana Mena                                              | Una volta ancora Fred De Palma, Federica Abbate, Alessandro Merli, Fabio Clemente, Gianluca Ciccorelli                                             | Der italienische Rapper und die spanische Sängerin hatten bereits im Vorjahr einen gemeinsamen Sommerhit präsentiert; Una volta ancora war für beide der erste Nummer-eins-Hit. Für die Produzenten Takagi & Ketra war es nach Ostia lido und Jambo bereits der dritte in diesem Jahr. |
| 13. September 2019 – 19. September 2019 1 Woche (insgesamt 2) | 2                                     | Machete, Dani Faiv & J Balvin feat. Tha Supreme, Fabri Fibra & Capo Plaza | Yoshi Daniele Ceccaroni, Davide Mattei, Fabrizio Tarducci, José Álvaro Osorio Balvin, Luca D’Orso, Luca Galeandro                                  | Zwei Monate nach der ersten Nummer-eins-Platzierung des Liedes schaffte es der Remix mit der zusätzlichen Beteiligung von J Balvin und Capo Plaza erneut an die Chartspitze. |
| 20. September 2019 – 3. Oktober 2019 2 Wochen (insgesamt 8) | 8                                     | Fred De Palma feat. Ana Mena                                              | Una volta ancora Fred De Palma, Federica Abbate, Alessandro Merli, Fabio Clemente, Gianluca Ciccorelli                                             | – |
| 4. Oktober 2019 – 10. Oktober 2019 1 Woche | 1                                     | Lazza & Sfera Ebbasta feat. Capo Plaza                                    | Gigolò Jacopo Lazzarini, Gionata Boschetti, Luca D’Orso, Lorenzo Paolo Spinosa, Paolo Alberto Monachetti, Francesco Avallone                       | – |
| 11. Oktober 2019 – 31. Oktober 2019 3 Wochen | 3                                     | Tones and I                                                               | Dance Monkey Toni Watson | – |
| 1. November 2019 – 7. November 2019 1 Woche | 1                                     | Marracash, Tha Supreme & Sfera Ebbasta                                    | Supreme (L’ego) Fabio Rizzo, Gionata Boschetti, Davide Mattei, Paolo Alberto Monachetti, Alessandro Pulga                                          | – |
| 8. November 2019 – 12. Dezember 2019 5 Wochen (insgesamt 9) | 9                                     | Tha Supreme                                                               | Blun7 a Swishland Davide Mattei | – |
| 13. Dezember 2019 – 19. Dezember 2019 1 Woche | 1                                     | Ultimo                                                                    | Tutto questo sei tu Niccolò Moriconi | – |
| 20. Dezember 2019 – 16. Januar 2020 4 Wochen (insgesamt 9) | 9                                     | Tha Supreme                                                               | Blun7 a Swishland Davide Mattei | – |

## Alben
| ← 2018 ← | Liste der Nummer-eins-Alben in Italien | Liste der Nummer-eins-Alben in Italien | Liste der Nummer-eins-Alben in Italien | 2020 → |
| \| Zeitraum \| Wo. ges. \| Interpret \| Titel \| Zusätzliche Informationen \| \| (Zeitraum, Wochen auf Platz eins, Interpret, Titel, zusätzliche Informationen) \| \| \| \| \| \| ------------------------------------------------------------------------------ \| -------- \| ----------------- \| --------------------------- \| ------------------------------------------------------------------------------------------------------------------------------------------------------------- \| \| 28. Dezember 2018 – 24. Januar 2019 4 Wochen (insgesamt 6) \| 6 \| Salmo \| Playlist \| – \| \| 25. Januar 2019 – 7. Februar 2019 2 Wochen \| 2 \| Fedez \| Paranoia Airlines \| – \| \| 8. Februar 2019 – 14. Februar 2019 1 Woche \| 1 \| Irama \| Giovani per sempre \| – \| \| 15. Februar 2019 – 21. Februar 2019 1 Woche \| 1 \| Ultimo \| Peter Pan \| Mit einer Sonderedition seines zweiten Albums konnte der Sänger nach einem zweiten Platz beim Sanremo-Festival erstmals auf Platz eins der Charts vordringen. \| \| 22. Februar 2019 – 28. Februar 2019 1 Woche \| 1 \| Mahmood \| Gioventù bruciata \| Der Sieger des Sanremo-Festivals konnte mit seinem Debütalbum die Chartspitze erreichen. \| \| 1. März 2019 – 7. März 2019 1 Woche \| 1 \| Lazza \| Re mida \| – \| \| 8. März 2019 – 21. März 2019 2 Wochen \| 2 \| Ligabue \| Start \| – \| \| 22. März 2019 – 28. März 2019 1 Woche \| 1 \| Rkomi \| Dove gli occhi non arrivano \| – \| \| 29. März 2019 – 4. April 2019 1 Woche \| 1 \| Coez \| È sempre bello \| – \| \| 5. April 2019 – 9. Mai 2019 5 Wochen \| 5 \| Ultimo \| Colpa delle favole \| – \| \| 10. Mai 2019 – 23. Mai 2019 2 Wochen \| 2 \| Izi \| Aletheia \| – \| \| 24. Mai 2019 – 6. Juni 2019 2 Wochen \| 2 \| Alberto Urso \| Solo \| – \| \| 7. Juni 2019 – 13. Juni 2019 1 Woche \| 1 \| Jovanotti \| Jova Beach Party \| – \| \| 14. Juni 2019 – 27. Juni 2019 2 Wochen \| 2 \| Bruce Springsteen \| Western Stars \| – \| \| 28. Juni 2019 – 4. Juli 2019 1 Woche \| 1 \| Luchè \| Potere (Il giorno dopo) \| – \| \| 5. Juli 2019 – 29. August 2019 8 Wochen \| 8 \| Machete \| Machete Mixtape 4 \| – \| \| 30. August 2019 – 5. September 2019 1 Woche \| 1 \| Rocco Hunt \| Libertà \| – \| \| 6. September 2019 – 12. September 2019 1 Woche \| 1 \| Junior Cally \| Ricercato \| – \| \| 13. September 2019 – 19. September 2019 1 Woche \| 1 \| Night Skinny \| Mattoni \| – \| \| 20. September 2019 – 3. Oktober 2019 2 Wochen \| 2 \| Gemitaiz & Madman \| Scatola nera \| – \| \| 4. Oktober 2019 – 10. Oktober 2019 1 Woche \| 1 \| Renato Zero \| Zero il folle \| – \| \| 11. Oktober 2019 – 17. Oktober 2019 1 Woche \| 1 \| Giordana Angi \| Voglio essere tua \| – \| \| 18. Oktober 2019 – 24. Oktober 2019 1 Woche \| 1 \| Benji & Fede \| Good Vibes \| – \| \| 25. Oktober 2019 – 31. Oktober 2019 1 Woche \| 1 \| Emma \| Fortuna \| – \| \| 1. November 2019 – 14. November 2019 2 Wochen (insgesamt 6) \| 6 \| Marracash \| Persona \| – \| \| 15. November 2019 – 21. November 2019 1 Woche (insgesamt 3) \| 3 \| Tha Supreme \| 23 6451 \| – \| \| 22. November 2019 – 28. November 2019 1 Woche (insgesamt 3) \| 3 \| Tiziano Ferro \| Accetto miracoli \| – \| \| 29. November 2019 – 5. Dezember 2019 1 Woche \| 1 \| Cesare Cremonini \| Cremonini 2C2C: The Best Of \| – \| \| 6. Dezember 2019 – 12. Dezember 2019 1 Woche \| 1 \| Vasco Rossi \| Vasco Nonstop Live \| – \| \| 13. Dezember 2019 – 26. Dezember 2019 2 Wochen (insgesamt 3) \| 3 \| Tiziano Ferro \| Accetto miracoli \| – \| \| 27. Dezember 2019 – 9. Januar 2020 2 Wochen (insgesamt 3) \| 3 \| Tha Supreme \| 23 6451 \| – \| |                                        |                                        |                                        | |
| ← 2018 |                                        |                                        |                                        | → 2020 → |
| Zeitraum | Wo. ges.                               | Interpret                              | Titel                                  | Zusätzliche Informationen |
| (Zeitraum, Wochen auf Platz eins, Interpret, Titel, zusätzliche Informationen) |                                        |                                        |                                        | |
| 28. Dezember 2018 – 24. Januar 2019 4 Wochen (insgesamt 6) | 6                                      | Salmo                                  | Playlist                               | – |
| 25. Januar 2019 – 7. Februar 2019 2 Wochen | 2                                      | Fedez                                  | Paranoia Airlines                      | – |
| 8. Februar 2019 – 14. Februar 2019 1 Woche | 1                                      | Irama                                  | Giovani per sempre                     | – |
| 15. Februar 2019 – 21. Februar 2019 1 Woche | 1                                      | Ultimo                                 | Peter Pan                              | Mit einer Sonderedition seines zweiten Albums konnte der Sänger nach einem zweiten Platz beim Sanremo-Festival erstmals auf Platz eins der Charts vordringen. |
| 22. Februar 2019 – 28. Februar 2019 1 Woche | 1                                      | Mahmood                                | Gioventù bruciata                      | Der Sieger des Sanremo-Festivals konnte mit seinem Debütalbum die Chartspitze erreichen.                                                                      |
| 1. März 2019 – 7. März 2019 1 Woche | 1                                      | Lazza                                  | Re mida                                | – |
| 8. März 2019 – 21. März 2019 2 Wochen | 2                                      | Ligabue                                | Start                                  | – |
| 22. März 2019 – 28. März 2019 1 Woche | 1                                      | Rkomi                                  | Dove gli occhi non arrivano            | – |
| 29. März 2019 – 4. April 2019 1 Woche | 1                                      | Coez                                   | È sempre bello                         | – |
| 5. April 2019 – 9. Mai 2019 5 Wochen | 5                                      | Ultimo                                 | Colpa delle favole                     | – |
| 10. Mai 2019 – 23. Mai 2019 2 Wochen | 2                                      | Izi                                    | Aletheia                               | – |
| 24. Mai 2019 – 6. Juni 2019 2 Wochen | 2                                      | Alberto Urso                           | Solo                                   | – |
| 7. Juni 2019 – 13. Juni 2019 1 Woche | 1                                      | Jovanotti                              | Jova Beach Party                       | – |
| 14. Juni 2019 – 27. Juni 2019 2 Wochen | 2                                      | Bruce Springsteen                      | Western Stars                          | – |
| 28. Juni 2019 – 4. Juli 2019 1 Woche | 1                                      | Luchè                                  | Potere (Il giorno dopo)                | – |
| 5. Juli 2019 – 29. August 2019 8 Wochen | 8                                      | Machete                                | Machete Mixtape 4                      | – |
| 30. August 2019 – 5. September 2019 1 Woche | 1                                      | Rocco Hunt                             | Libertà                                | – |
| 6. September 2019 – 12. September 2019 1 Woche | 1                                      | Junior Cally                           | Ricercato                              | – |
| 13. September 2019 – 19. September 2019 1 Woche | 1                                      | Night Skinny                           | Mattoni                                | – |
| 20. September 2019 – 3. Oktober 2019 2 Wochen | 2                                      | Gemitaiz & Madman                      | Scatola nera                           | – |
| 4. Oktober 2019 – 10. Oktober 2019 1 Woche | 1                                      | Renato Zero                            | Zero il folle                          | – |
| 11. Oktober 2019 – 17. Oktober 2019 1 Woche | 1                                      | Giordana Angi                          | Voglio essere tua                      | – |
| 18. Oktober 2019 – 24. Oktober 2019 1 Woche | 1                                      | Benji & Fede                           | Good Vibes                             | – |
| 25. Oktober 2019 – 31. Oktober 2019 1 Woche | 1                                      | Emma                                   | Fortuna                                | – |
| 1. November 2019 – 14. November 2019 2 Wochen (insgesamt 6) | 6                                      | Marracash                              | Persona                                | – |
| 15. November 2019 – 21. November 2019 1 Woche (insgesamt 3) | 3                                      | Tha Supreme                            | 23 6451                                | – |
| 22. November 2019 – 28. November 2019 1 Woche (insgesamt 3) | 3                                      | Tiziano Ferro                          | Accetto miracoli                       | – |
| 29. November 2019 – 5. Dezember 2019 1 Woche | 1                                      | Cesare Cremonini                       | Cremonini 2C2C: The Best Of            | – |
| 6. Dezember 2019 – 12. Dezember 2019 1 Woche | 1                                      | Vasco Rossi                            | Vasco Nonstop Live                     | – |
| 13. Dezember 2019 – 26. Dezember 2019 2 Wochen (insgesamt 3) | 3                                      | Tiziano Ferro                          | Accetto miracoli                       | – |
| 27. Dezember 2019 – 9. Januar 2020 2 Wochen (insgesamt 3) | 3                                      | Tha Supreme                            | 23 6451                                | – |

## Jahreshitparaden
Die Jahrescharts 2019 decken den Zeitraum vom 28. Dezember 2018 bis zum 26. Dezember 2019 ab.
Sowohl Single- als auch Albumcharts waren von italienischen Interpreten dominiert, nur ein internationales Album und zwei internationale Singles schafften es unter die besten Zehn des Jahres. Drei Beiträge aus dem Sanremo-Festival 2019 schafften Top-10-Platzierungen (Soldi, Per un milione und I tuoi particolari), wobei nur das Siegerlied auch an der Spitze der Wochencharts gestanden hatte. Ebenso gelang zwei Alben der Einzug in die Top 10, die zuvor nicht auf Platz eins gewesen waren: dem Bohemian-Rhapsody-Soundtrack von Queen und dem Atlantico-Livealbum von Marco Mengoni (dessen Studioversion allerdings 2018 Platz eins erreicht hatte). Sowohl Ultimos Peter Pan als auch Salmos Playlist waren bereits 2018 (in anderen Versionen) unter den Top-10-Alben des Jahres. Der erfolgreichste Interpret war Ultimo, der neben dem Album des Jahres auch ein weiteres Top-10-Album sowie eine Top-10-Single ablieferte. Außerdem zeigte das Produzententeam Takagi & Ketra wieder eine starke Präsenz: Seit 2015 ununterbrochen in den Top fünf des Jahres (davon 2015 und 2018 auf Platz eins), waren sie 2019 mit drei Titeln auf den Plätzen eins, acht und neun vertreten.
Platz eins der Vinyl-Jahrescharts erreichte ein weiteres Mal The Dark Side of the Moon von Pink Floyd, bei den 2019 zum letzten Mal veröffentlichten Kompilationscharts hingegen setzte sich erneut der Sampler zum Sanremo-Festival durch.

| ← 2018 ← | Liste der Jahres-Nummer-eins-Hits in Italien | Liste der Jahres-Nummer-eins-Hits in Italien | Liste der Jahres-Nummer-eins-Hits in Italien | 2020 →   |
| \| Singles \| Position# \| Alben \| \| ------------------------------------------------------------------------------------------------------------------------------------------------------------------- \| --------- \| ------------------------------- \| \| Una volta ancora Fred De Palma feat. Ana Mena Fred De Palma, Federica Abbate, Alessandro Merli, Fabio Clemente, Gianluca Ciccorelli \| 1 \| Colpa delle favole Ultimo \| \| È sempre bello Coez Silvano Albanese, Niccolò Contessa \| 2 \| Playlist live Salmo \| \| Calma (Remix) Pedro Capó & Farruko Pedro Capó, Carlos Efrén Reyes Rosado, George Noriega, Gabriel Edgar Gonzalez Perez, Franklin Jovani Martínez, Sharo Towers \| 3 \| Machete Mixtape 4 Machete \| \| Soldi Mahmood Alessandro Mahmoud, Dario Faini, Paolo Alberto Monachetti \| 4 \| Peter Pan Ultimo \| \| Calipso Charlie Charles & Dardust feat. Sfera Ebbasta, Mahmood & Fabri Fibra Davide Petrella, Gionata Boschetti, Alessandro Mahmoud, Fabrizio Tarducci, Dario Faini \| 5 \| Persona Marracash \| \| Dove e quando Benji & Fede Benjamin Mascolo, Eugenio Maimone, Federico Mercuri, Giordano Cremona, Jacopo Ettorre, Leonardo Grillotti \| 6 \| Start Ligabue \| \| Con calma Daddy Yankee feat. Snow Ramón Ayala, Darrin O’Brien, Juan Rivera \| 7 \| Paranoia Airlines Fedez \| \| Per un milione Boomdabash Alessandro Merli, Fabio Clemente, Blazon, Rocco Pagliarulo, Federica Abbate, Cheope \| 8 \| Atlantico on Tour Marco Mengoni \| \| Jambo Takagi & Ketra, Omi & Giusy Ferreri Alessandro Merli, Fabio Clemente, Federica Abbate, Cheope, Omar Samuel Pasley, Clifton Dillon \| 9 \| Accetto miracoli Tiziano Ferro \| \| I tuoi particolari Ultimo Niccolò Moriconi \| 10 \| Bohemian Rhapsody (OST) Queen \| |                                              |                                              |                                              |          |
| ← 2018 |                                              |                                              |                                              | → 2020 → |
| Singles | Position#                                    | Alben                                        |                                              |          |
| Una volta ancora Fred De Palma feat. Ana Mena Fred De Palma, Federica Abbate, Alessandro Merli, Fabio Clemente, Gianluca Ciccorelli | 1                                            | Colpa delle favole Ultimo                    |                                              |          |
| È sempre bello Coez Silvano Albanese, Niccolò Contessa | 2                                            | Playlist live Salmo                          |                                              |          |
| Calma (Remix) Pedro Capó & Farruko Pedro Capó, Carlos Efrén Reyes Rosado, George Noriega, Gabriel Edgar Gonzalez Perez, Franklin Jovani Martínez, Sharo Towers | 3                                            | Machete Mixtape 4 Machete                    |                                              |          |
| Soldi Mahmood Alessandro Mahmoud, Dario Faini, Paolo Alberto Monachetti | 4                                            | Peter Pan Ultimo                             |                                              |          |
| Calipso Charlie Charles & Dardust feat. Sfera Ebbasta, Mahmood & Fabri Fibra Davide Petrella, Gionata Boschetti, Alessandro Mahmoud, Fabrizio Tarducci, Dario Faini | 5                                            | Persona Marracash                            |                                              |          |
| Dove e quando Benji & Fede Benjamin Mascolo, Eugenio Maimone, Federico Mercuri, Giordano Cremona, Jacopo Ettorre, Leonardo Grillotti | 6                                            | Start Ligabue                                |                                              |          |
| Con calma Daddy Yankee feat. Snow Ramón Ayala, Darrin O’Brien, Juan Rivera | 7                                            | Paranoia Airlines Fedez                      |                                              |          |
| Per un milione Boomdabash Alessandro Merli, Fabio Clemente, Blazon, Rocco Pagliarulo, Federica Abbate, Cheope | 8                                            | Atlantico on Tour Marco Mengoni              |                                              |          |
| Jambo Takagi & Ketra, Omi & Giusy Ferreri Alessandro Merli, Fabio Clemente, Federica Abbate, Cheope, Omar Samuel Pasley, Clifton Dillon | 9                                            | Accetto miracoli Tiziano Ferro               |                                              |          |
| I tuoi particolari Ultimo Niccolò Moriconi | 10                                           | Bohemian Rhapsody (OST) Queen                |                                              |          |

## Belege
1. ↑  Top of the Music FIMI/GfK 2019: Un anno con la musica italiana. FIMI, 7. Januar 2020, abgerufen am 7. Januar 2020 (italienisch).

Siehe auch: Nummer-eins-Hits 2019 in Argentinien,  Australien, Belgien, Brasilien, Bulgarien, Dänemark, Deutschland, Finnland, Frankreich, Griechenland, Irland, Japan, Kanada, Kolumbien, Kroatien, Malaysia, Mexiko, Neuseeland, den Niederlanden, Norwegen, Österreich, Polen, Portugal, Schweden, der Schweiz, Singapur, Slowakei, Spanien, Südkorea, Tschechien, Ungarn, den Vereinigten Staaten und im Vereinigten Königreich.